# 娜斯佳·伊夫列耶娃
阿纳斯塔西娅·维亚切斯拉沃芙娜·伊夫列耶娃（羅馬化：Anastasiya Vyacheslavovna Ivleyeva；1991年3月8日—），以她的小名娜斯佳（Настя，羅馬化：Nastya）更爲人所知，俄罗斯電視節目主持人、演員和博主。她还在星期五频道主持电视节目《鷹與尾》。
為2024年幾乎裸體派對的主辦者，被俄羅斯軍事人物批鬥后被遭俄羅斯政府指控。